# Alfons Kvarnström
Alfons Kvarnström, född 23 november 1889 i Öja, död där 8 februari 1967, var en finländsk båtkonstruktör och -byggare. 
Kvarnström utexaminerades 1916 från Åbo industriskolas skeppsbyggnadsavdelning. Han verkade som underverkmästare och ritare hos Gösta Kyntzell fram till 1920, då han startade eget båtvarv och ritkontor i sin hemby. Han skapade sig ett namn som konstruktör av sjögående långfärdsbåtar med tilltalande linjer. Han vann totalt 13 pris i konstruktionstävlingar, både i Finland och utlandet. Speciellt framgångsrik var han i tävlingar utlysta av Svenska Kryssarklubben, vilken han tillhörde sedan 1930. I Skandinaviska seglingsföreningens tävling 1941 om en Nordisk folkbåt fick hans förslag "Inger" delat fjärde pris. Också i Finlands motorbåtsförbunds konstruktionstävlingar blev han prisbelönt.
Kappseglingsbåtar befattade sig Kvarnström inte med, förutom den i Österbotten populära lilla centerbordsklassen, Triangelbåten. Han var Finlands seglarförbunds mätningsman 1946–1960. Hans sista ritning, daterad 1964, bar numret 273.